# 克拉克基斯湖
53°26′50″N 11°22′23″E / 53.44725°N 11.37315°E
克拉克基斯湖（德語：Kraaker Kiessee），是德國的湖泊，位於該國東北部，由梅克倫堡-前波美拉尼亞州負責管轄，處於路德維希斯盧斯特-帕爾希姆縣，長0.4公里、寬0.2公里，面積0.07平方公里，海拔高度32米，湖岸線長度1公里。